# Meclaria

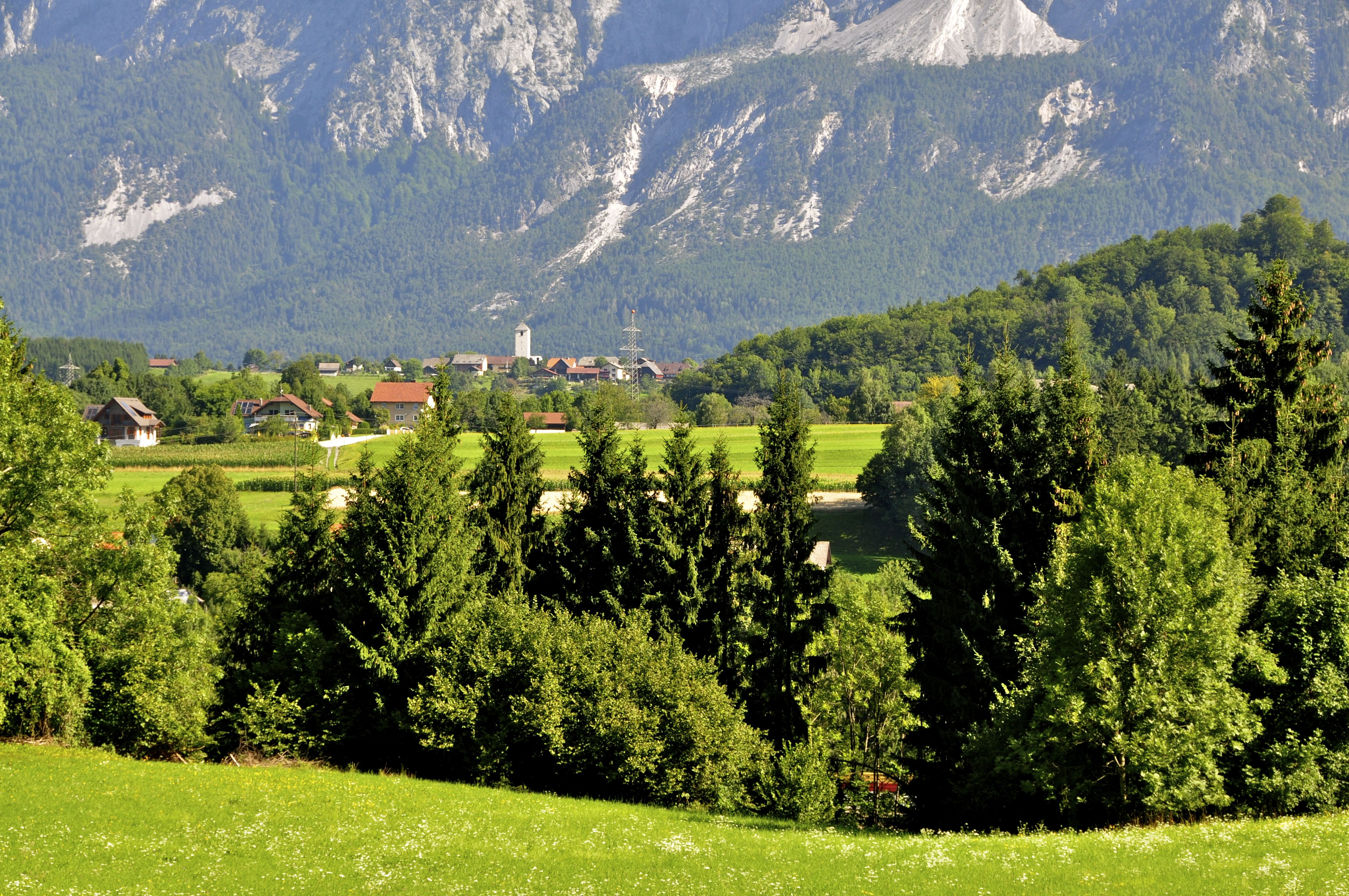
Blick vom Hoischhügel auf Hohenthurn und Meclaria/Maglern

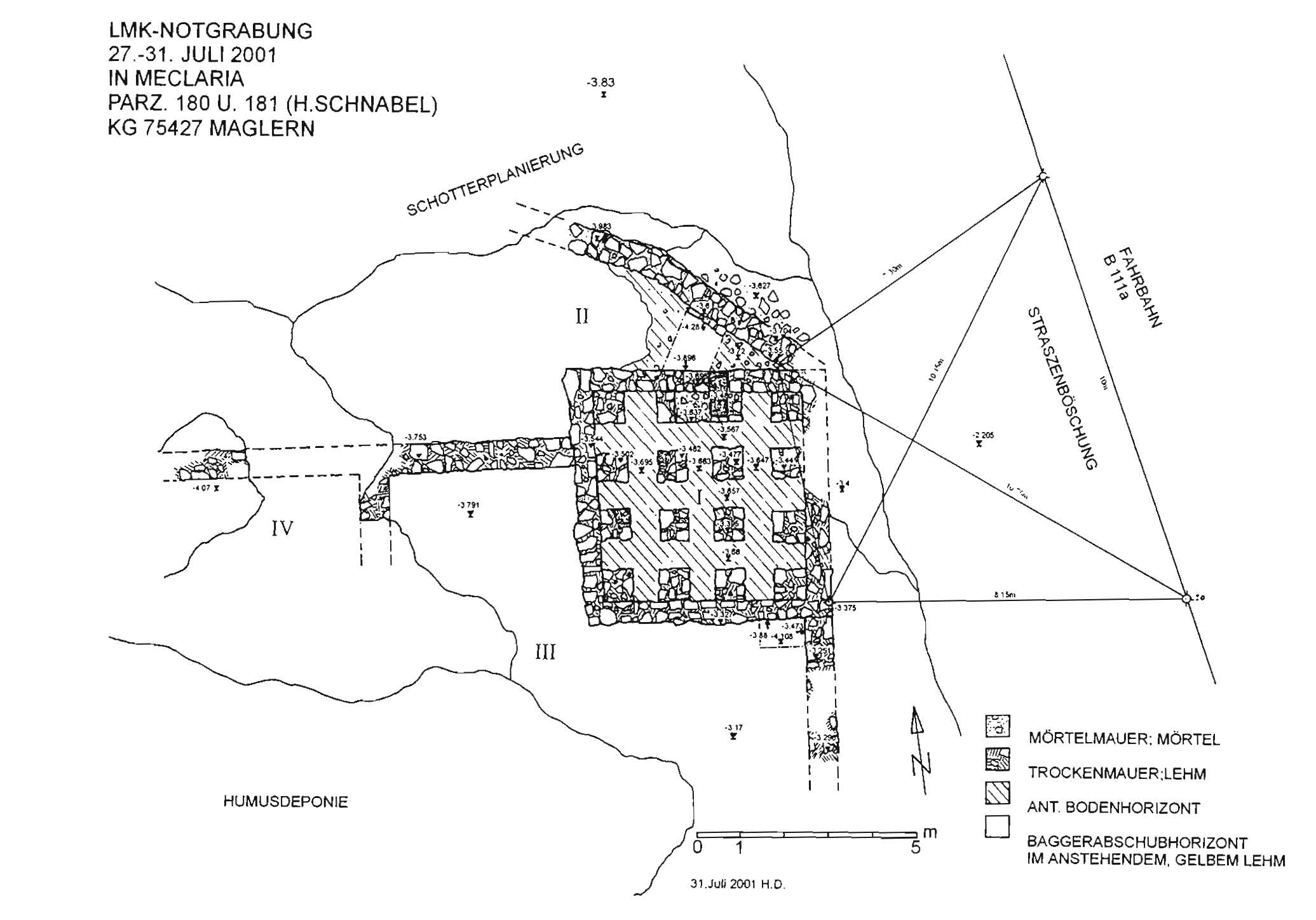
Grundrissplan einer LMK-Notgrabung in „Meclaria“

Meclaria/Maglern war eine römische Siedlung am südlichen Fuße des Schlossbergs von Strassfried in der Marktgemeinde Arnoldstein im Bezirk Villach-Land, Kärnten.

## Verkehrsknotenpunkt
Laut Heimo Dolenz und Martin Luik (Provinzialrömische Archäologen und Feldarchäologen) ließen Zufallsfunde und vereinzelte Notgrabungen den antiken Verkehrsknotenpunkt Maglern unweit des Ortszentrums am südlichen Fuße des Schlossberges von Straßfried lokalisieren. Hier gabelte sich die von Aquileia über das Kanaltal nach Norden verlaufende Straße Via Julia Augusta, um einerseits über das Gailtal weiter nach Westen, Richtung municipium Iulium Carnicum (Zuglio) zu führen, andererseits die norische Hauptstadt, das municpium Claudium Virunum (Zollfeld) passierend, eine Verbindung mit den römischen Städten im Donauraum herzustellen. Bereits aus Grabungen im 19. Jh., die durch den Gründer des Villacher Museums, Andreas Picco, durchgeführt wurden, werden neben Gebäuderesten auch Tubulifragmente und von einer Wasserleitung stammende Bleirohrfragmente festgehalten. Nachdem beim Pflügen wiederholt Kleinfunde zutage getreten waren, kam es 1969 infolge von Planierungsarbeiten, bei denen antikes Mauerwerk angefahren und zum Teil zerstört wurde, zu einer ersten Notgrabung am südlichen Fuße des Schlossberges. Die dabei ans Licht gekommenen Marmorbauteile überlagerten beigabenlose, vom Ausgräber als vermutlich spätantik angesehene Bestattungen. In einem den bereits aufgerissenen Hang hinunter geführten Suchschnitt konnten Bruchsteinmauerwerk und eine Herdstelle freigelegt werden. In der Brand-Ascheschicht der Herdstelle in situ gefundene Kammstrichkeramik datiert in das 1. Jh. n. Chr.

## Zuordnung des Siedlungsbestandes
Die Identifizierung des bisher nur spärlich befundeten Siedlungsbestandes mit dem einzig in der Langobardengeschichte des Paulus Diaconus erwähnten Ortsnamen Meclaria erfolgte durch R. Egger.  Mittelkaiserzeitlich datierte, von Benefiziariern dem Jupiter Optimus Maximus geweihte Altäre, stammen zum Teil von den Hängen des nahegelegenen Hoischhügels, wo sie vermutlich in der befestigten spätantiken Nachfolgesiedlung als Baumaterial dienten, oder befinden sich als Spolien in den nahegelegenen Kirchen. Jedenfalls liefern sie den epigraphischen Nachweis für das Vorhandensein eines Benefiziarierpostens im Bereich dieser ländlichen Siedlung und Straßenstation (mansio), die man in den, wenngleich spärlichen, so doch vorhandenen römischen Siedlungsresten am Fuße des Schloßberges mit gutem Grund vermuten wird dürfen.

## Ausgrabung an der B 111a
Da sich die wenigen bekannt gewordenen kaiserzeitlichen Siedlungsfunde bislang ausschließlich auf den südlichen Bereich des Schloßbergabhanges beschränkt haben, weckten Mauerzüge und Kleinfunde, die bei großflächigen Humusabschubarbeiten am westlichen Ausläufer des Berges angetroffen wurden, großes Interesse. Dem geschulten Auge und der Aufmerksamkeit Herrn G. Oberrauners ist es zu verdanken, dass die im Zuge der Anlage einer 1200 Quadratmeter großen Schotteraushubdeponie unmittelbar an der Sohle der Straßenböschung B 111a angetroffenen antiken Mauerzüge nicht gänzlich überschüttet und archäologisch untersucht werden konnten. Die Rettungsgrabungen wurden nachfolgend durch die Arbeitsgemeinschaft Magdalensberg durchgeführt. Dabei fand sich die Grabungsmannschaft mit einer ähnlichen Situation konfrontiert, wie sie schon anlässlich einer im Jahre 1969 am südlichen Fuße des Schlossberges durchgeführten Notgrabung geschildert wurde. Zu Grabungsbeginn waren bereits Zerstörungen ersichtlich und der Großteil des gerade erst abgeschobenen Areales bereits wieder meterhoch mit Bauschutt und Aushubmaterial verfüllt (vgl. Abb. 1). Die archäologischen Untersuchungen konnten sich deshalb zunächst nur auf das Lesen der zahlreichen Kleinfunde aus dem Baggeraushub und nachfolgend erst auf die archäologische Untersuchung jener etwa 200 Quadratmeter großen noch nicht überschütteten Fläche beschränken, auf welcher Mauerzüge oberflächlich zu erkennen waren. Die nur 0,2 bis 0,3 Meter unter der ursprünglichen Grasnarbe gelegenen Mauerzüge gehören einem mit 4,4 × 4,7 Meter lichten Ausmaßen annähernd quadratischen Raum an. Nach Abziehen der durch die Baggerarbeiten stark verdichteten und verschleppten Überlagerungen konnten noch die untersten Fundamentscharen dieses hypokaustierten Raumes freigelegt werden.

## Hypokaustierter Raum
Abgesehen von einer 0,3 Meter tiefen Störung in der Nordostecke, die vermutlich im Zuge des Ausbaues der B111a bei Anböschungsarbeiten durch Schwermaschinen erfolgt war, kam der Grundriss als noch 0,2 Meter hoch erhalten gebliebener Fundamentbefund im Wesentlichen ungestört auf uns (siehe Grundrissplan). Sowohl die Umfassungsmauern (St. 0,6 – 0,65 Meter), als auch die durchschnittlich 0,7 mal 0,7 Meter messenden 16 Suspensurpfeiler waren direkt in den anstehenden ockerfarbenen Lehm gesetzt. Als Baumaterial sowohl für die Fundamente der Umfassungsmauern, als auch für die der Suspensurpfeiler wurden vorwiegend Kalksteine verwendet, die in Trockentechnik mit Lehm als Bindemittel verbunden waren; lediglich als Ecksteine wurden sporadisch auch Kalktuffsteine verwendet. Reste des ursprünglich vorhandenen Kalkmörtelbinders haben sich infolge der direkten Überlagerung des Mauerwerkes durch Humus nur in sehr geringen Mengen erhalten. Der anstehende ockerfarbene Lehm diente künstlich verfestigt als Hypokaustsohle (Niveau minus 3,66 Meter). Stellenweise konnten oberflächlich noch geringe Brandrückstände festgestellt werden. Die sehr geringen Überreste an Tubulifragmenten, die in klein zerscherbtem Zustand im Südteil vorgefunden wurden, lassen aufgrund ihrer Fundlage zumindest für die Südwand den Schluss zu, dass sie tubuliert war. Ein in die Nordmauer inkorporierter 1,0 × 0,4 Meter langer, roter Sandsteinblock (Oberfläche auf Niveau minus 3,48 Meter), der zugleich auch die Ostwange des zwischen den zwei mittleren Suspensurpfeilern gelegenen Praefurniums bildet, belegt die zeitgleiche Anlage von Raum und Bodenheizung. Die westliche Wange des Praefurniums besteht aus den hier etwas schmäler ausgefallenen Suspensurpfeilern. Im Bereich der 0,8 Meter breiten und 1,1 Meter tiefen Feuerung findet sich der anstehende Lehm mit kleinteiligen Kalkbruchsteinen ausgelegt und mit Mörtel horizontal abgestrichen (Niveau minus 3,637 Meter).

## Praefurnium
Anschließend an das Praefurnium ließ sich noch der Heizraum (Abb. 2/II) zumindest in seiner nach Norden hin begrenzten Ausdehnung erfassen. Die Nordmauer, eine 0,6 Meter starke Bruchsteinmauer, ist mit Fuge an die äußere Nordostecke des hypokaustierten Raumes in einem Winkel von 30° angesetzt. Nach 4,5 Metern knickt sie mit 17° nach Süden um, ein Umstand, der sich durch eine Anpassung des Mauerzuges an die bauzeitliche Geländesituation erklären lässt. Auffallend ist, dass diese Nordmauer an ihrer Südfront 0,6 Meter tief in den anstehenden Lehm fundamentiert ist (Unterkante minus 4,28 Meter) und einen 0,2 Meter tiefen Vorsprung zeigt. Die in diesem Fall besonders tiefe Fundamentierung und Bruchsteine in Sturzlage, welche nördlich der Mauer auf einem Bodenrest angetroffen wurden sowie ein hier ursprünglich vorhandener Geländeknick könnten in ihr eine Art Terrassierungsmauer erkennen lassen. Im Lehmboden (Niveau minus 3,72 Meter) des zwickelartigen Heizraumes blieben kleine Holzkohlebruchstücke und Ascheflecken in situ erhalten. Das Gehniveau des Heizraumes entspricht auch hier funktionsgemäß dem der Hypokaustsohle. Zum Eingangsbereich im Westen hin wird das Bodenniveau bis auf Höhe des antiken Gehniveaus angestiegen sein, wobei sich letzteres etwa einen Meter über der Hypokaustsohle befunden haben wird. Die hier dokumentierte Zerstörung lässt hinsichtlich des Eingangsbereiches bzw. der westlichen Raumbegrenzung keine weiteren Erkenntnisse mehr zu. Ferner gelang es 1,5 Meter südlich der Nordwestecke des hypokaustierten Raumes die letzten Fundamentscharen einer noch auf zirka 10 Meter zu verfolgenden West-Ost-Mauer festzustellen. Diese setzt mit einer Baufuge an die Westmauerfundamente des hypokaustierten Raumes I an. Nach 4,2 Metern wurde eine nur noch in den untersten Fundamentscharen erhaltene Nord-Süd-Mauer angefahren, die mit der West-Ost-Mauer im Bund steht und annähernd parallel zur Westmauer des hypokaustierten Raumes I ausgerichtet ist, die das südlich der Mauer gelegene Areal in zwei Räume unterteilt. Die ursprüngliche Ausdehnung des Raumes IV, der fast ausschließlich in seiner Nordostecke auf uns gekommen ist, lässt sich nicht mehr rekonstruieren. In der nach Süden fortgesetzten Ostmauer des Raumes I ist die östliche Begrenzung des Raumes III zu erkennen. Demnach ergibt sich für diesen Raum eine maximale West-Ost-Erstreckung von 9,4 Meter und eine minimale Nord-Süd-Erstreckung von 7,0 Metern. Anstelle eines Bodenniveaus der Räume III und IV wurde nur noch der anstehende, sterile gelbe Lehm (ab Niveau zwischen minus 3,8 und minus 4,07 Meter) vorgefunden.
Ausgehend vom Niveau der Hypokaustsohle in Raum I (Kote minus 3,66 Meter) und dem gewachsenen Lehmhorizont im Süden des Raumes In (Kote minus 3,17 Meter) wird man den antiken Gehhorizont in den Räumen III und IV als etwa 1,0 Meter höher liegend (etwa zwischen Niveau minus 3,00 und minus 2,6 Meter) rekonstruieren dürfen. Dies würde auch mit dem üblicherweise rund einen Meter über der Hypokausis angenommenen Bodenhorizont im Raum I (ungefähr Niveau minus 2,5 Meter) harmonieren. Dies berücksichtigend wird man im vorliegenden Falle jedenfalls von einem massiven und tief gegründeten Bauwerk sprechen dürfen.

## Keine eindeutige Funktionsbestimmung
Eine eindeutige Funktionsbestimmung des im Zuge dieser Rettungsgrabung freigelegten Baubefundes ist aber aufgrund des schlechten Erhaltungszustandes und der geringen davon untersuchten Fläche nicht mehr möglich. Aufgrund der vorhandenen Baufugen muss die, wenn auch unwahrscheinliche Möglichkeit, dass der Raum III zeitlich später an den Hypokaustraum I angebaut wurde, offenbleiben. Im hypokaustierten Raum I wird man einen Wohnraum erkennen dürfen, welcher mit ziemlicher Sicherheit von Süden oder von Westen her zu betreten war. Der südwestlich anschließende Raum III könnte theoretisch durch die Heizungsanlage mit Tubulatur an der Südmauer miterwärmt worden sein; vielleicht wird man hierin einen wirtschaftlichen Zwecken dienenden Gebäudeteil zu erkennen haben. Grundsätzlich fügt sich aber der aus Fundamenten und Substruktionen bestehende Grundriss des vorliegenden Gebäudes in eine Reihe von Befunden, die auch römischen Straßensiedlungen (vici oder mansiones) zugeordnet werden können.